# Отомін
Отомін (пол. Otomin, нім. Ottomin) — село в Польщі, у гміні Кольбуди Ґданського повіту Поморського воєводства.
Населення — 804 особи (2011).

## Демографія
Демографічна структура станом на 31 березня 2011 року:
|          | Загалом | Допрацездатний вік | Працездатний вік | Постпрацездатний вік |
| -------- | ------- | ------------------ | ---------------- | -------------------- |
| Чоловіки | 396     | 103                | 266              | 27                   |
| Жінки    | 408     | 89                 | 262              | 57                   |
| Разом    | 804     | 192                | 528              | 84                   |